# 塞尔克 (卡尔瓦多斯省)
塞尔克（法語：Cerqueux，法語發音：[sɛʁkø] ⓘ）是法国卡尔瓦多斯省的一个旧市镇，属于利雪区。2016年，塞尔克与临近的21个市镇合并为新市镇利瓦罗派多日。

## 地理
塞尔克（48°59'39"N, 0°21'47"E）面积5.66 平方千米，位于法国诺曼底大区卡爾瓦多斯省，该省份为法国西北部沿海省份，北濒大西洋英吉利海峡，东北与滨海塞纳省以海上边界相接，东临厄尔省，南至奧恩省，西与芒什省接壤。
与塞尔克接壤的市镇（或旧市镇、城区）包括：塞尔奈、弗里亚尔代勒、默勒、奥尔贝克、普雷欧-圣塞巴斯蒂安、圣马丹德比安费特-拉克雷索尼耶尔。

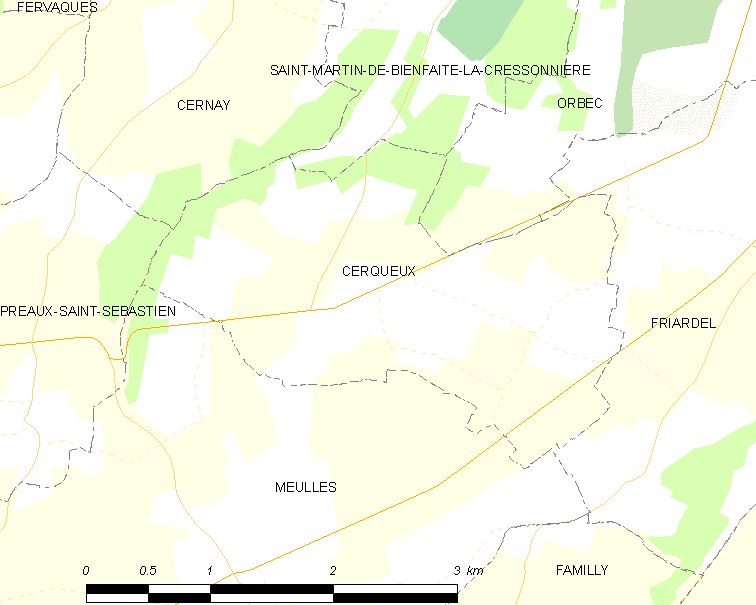
的OSM定位图

塞尔克的时区为UTC+01:00、UTC+02:00（夏令时）。

## 行政
塞尔克的邮政编码为14290，INSEE市镇编码为14148。

## 政治
塞尔克所属的省级选区为利瓦罗派多日县。

## 人口

1962-2008年间人口变化图示

塞尔克于2018年1月1日时的人口数量为82人。